# An Angel Named Billy
An Angel Named Billy  is een Amerikaanse dramafilm uit 2008 met in de hoofdrollen Brent Battles, Dustin Belt en Robin Dionne. Het verhaal werd geschreven door Greg Osborne en Eliezer J. Gregorio.

## Verhaal
Ergens op het Amerikaanse platteland wordt de achttienjarige Billy uit huis gezet door zijn alcoholverslaafde, conservatieve, zwaar gelovige en homofobe vader wanneer deze ontdekt dat Billy gekust heeft met Todd, een tijdelijke stalknecht. Billy vertrekt zonder geld en kleren en krijgt een autolift naar een nabijgelegen grootstad. Eenmaal daar aangekomen ontmoet hij in een homobar Guy die hem tijdelijk onderdak geeft in zijn appartement.
Billy solliciteert naar een job als huishoudhulp bij Mark Anderson, een oudere man die onlangs nogmaals een hersenbloeding heeft gehad. Ondanks dat Billy niet over de nodige referenties en ervaring beschikt, neemt Mark hem toch aan. De heteroseksuele Mark en zijn beste vriend Thomas, een dragqueen, hadden eerder al een plan opgezet om voor Marks zoon James een nieuwe vriend te zoeken. Mark denkt dat Billy hiervoor een goede kans maakt.
Uiteindelijk slaagt Mark in zijn plan en worden Billy en James een koppel.
Verder behandelt de film nog enkele thema's zoals de problemen die opduiken wanneer iemand apart gaat wonen en de vooroordelen die veel hetero's hebben ten opzichte van homoseksualiteit.

## Rolverdeling
| Acteur                 | Personage |
| ---------------------- | --------- |
| Brent Battles          | Todd      |
| Dustin Belt            | Billy     |
| Robin Dionne           | Rondell   |
| Hank Fields            | James     |
| Allison Fleming        | Donna     |
| Buddy Daniels Friedman | Thomas    |
| Kadyr Gutierrez        | Guy       |